# Zaistovec
Zaistovec falu Horvátországban Kapronca-Kőrös megyében. Közigazgatásilag  Sveti Petar Orehovechez tartozik.

## Fekvése
Kőröstől 14 km-re nyugatra, községközpontjától 9 km-re délnyugatra fekszik.

## Története
A falunak 1857-ben 274,  1910-ben 528 lakosa volt. Trianonig Belovár-Kőrös vármegye Körösi járásához tartozott. 2001-ben 284 lakosa volt.